# PureVolume
PureVolume foi um site que permitia o envio e reprodução de música, e tinha as características de uma rede social. Atualmente é um site com reportagens sobre famosos.

## Histórico
Foi criado em 2003 por Brett Woitunski, Hudson Nate, e Mitchell Pavao, com a ajuda de Jennifer Welch, Todos da University of Massachusetts. O foco é a promoção grupos de música e artistas indie, ou seja, aqueles que não estão no mainstream.
O PureVolume permite que os usuários localizem páginas de bandas independentes, ouçam suas músicas e faça o downloads, e que bandas independentes divulguem suas músicas e álbuns. O site já levou a fama muitas bandas antes consideradas "de garagem". É um site no mesmo estilo do Trama Virtual e do Palco Principal.
Vários selos de música independente e gravadoras utilizam o PureVolume para promover seus artistas e até mesmo descobrir novos artistas em potencial. A fama de grupos como Fall Out Boy,Hawthorne Heights, My American Heart, Daphne Loves Derby,Taking Back Sunday, My Chemical Romance, Panic! At the Disco, Brand New, Gangzta Paradize e The Scene Aesthetic foram creditados à exposição no PureVolume.
Em julho de 2018 o site como era conhecido desaparece e torna-se um site de reportagens sobre famosos.